# Grant E. Mouser junior

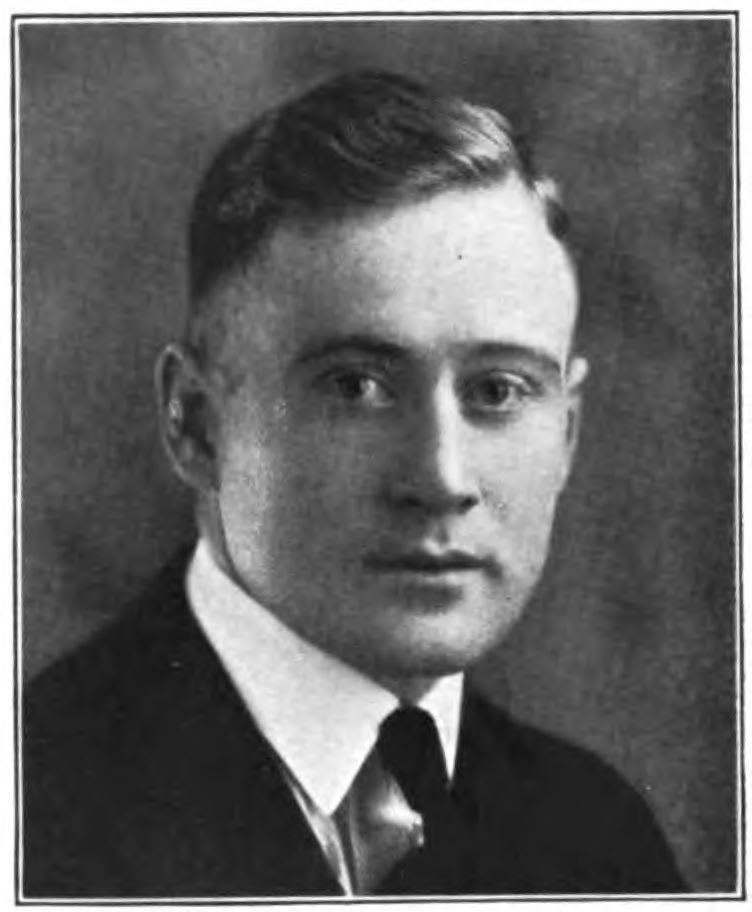
Grant E. Mouser (1921)

Grant Earl Mouser Jr. (* 20. Februar 1895 in Marion, Ohio; † 21. Dezember 1943 ebenda) war ein US-amerikanischer Politiker. Zwischen 1929 und 1933 vertrat er den Bundesstaat Ohio im US-Repräsentantenhaus.

## Werdegang
Grant Mouser war der Sohn des gleichnamigen Kongressabgeordneten Grant E. Mouser (1868–1949), der ihn noch überlebte. Er besuchte die öffentlichen Schulen seiner Heimat und studierte in den Jahren 1913 und 1914 an der Ohio Wesleyan University in Delaware. Nach einem anschließenden Jurastudium an der Ohio State University in Columbus und seiner 1917 erfolgten Zulassung als Rechtsanwalt begann er ab 1920 in Marion in diesem Beruf zu arbeiten. Dazwischen absolvierte er im Jahr 1918 während des Ersten Weltkrieges die Army Medical School in Washington, D.C. Danach wurde er Leutnant im medizinischen Dienst der US Army. Dabei gehörte er der Reserveeinheit Western Reserve University College Ambulance an. Zwischen 1924 und 1927 war Mouser juristischer Vertreter der Stadt Marion. Anschließend arbeitete er bis 1929 als Berater für den Attorney General von Ohio. In den Jahren 1927 und 1928 war er auch Anwalt der Autobahnverwaltung (State Highway Department).
Politisch schloss sich Mouser der Republikanischen Partei an. Bei den Kongresswahlen des Jahres 1928 wurde er im achten Wahlbezirk von Ohio in das US-Repräsentantenhaus in Washington gewählt, wo er am 4. März 1929 die Nachfolge des Demokraten Thomas B. Fletcher antrat, den er zuvor geschlagen hatte. Nach einer Wiederwahl konnte er bis zum 3. März 1933 zwei Legislaturperioden im Kongress absolvieren, die von den Ereignissen der Weltwirtschaftskrise geprägt waren. Bei den Wahlen des Jahres 1932 unterlag Mouser seinem Vorgänger Fletcher.
Nach dem Ende seiner Zeit im US-Repräsentantenhaus praktizierte er wieder als Anwalt. Im Jahr 1936 strebte er erfolglos seine Rückkehr in den Kongress an. Grant Mouser starb am 21. Dezember 1943 in Marion, wo er auch beigesetzt wurde.